# Cantón de Bonnières-sur-Seine
El cantón de Bonnières-sur-Seine (en francés canton de Bonnières-sur-Seine) es una circunscripción electoral francesa situada en el departamento de Yvelines, de la región de Isla de Francia. La cabecera (bureau centralisateur en francés) está en Bonnières-sur-Seine.

## Historia
Fue creado en 1790, al mismo tiempo que los departamentos. Al aplicar el decreto n.º 2014-214 del 21 de febrero de 2014 sufrió una redistribución comunal con cambios en los límites territoriales.